# قشلاق قبله‌گاه علی اصلان
قشلاق قبله‌گاه علی اصلان یک منطقهٔ مسکونی در ایران است که در دهستان قشلاق غربی واقع شده‌است. قشلاق قبله‌گاه علی اصلان ۲۵ نفر جمعیت دارد.